# 勞倫斯希爾 (喬治亞州)
勞倫斯希爾（英語：Laurens Hill）是位於美國喬治亞州勞倫斯縣的一個非建制地區。該地的面積和人口皆未知。

## 地理
勞倫斯希爾的座標為32°31′15″N 83°08′46″W / 32.52083°N 83.14611°W，而該地的平均海拔高度為109米（即358英尺）。